# Rei Igarashi
Rei Igarashi (五十嵐 麗 Igarashi Rei) es una seiyū japonesa nacida el 9 de enero de 1963 en Fuchū, Tokio. Su verdadero nombre es Takako Ōhama (大濱 貴子 Ōhama Takako). Actualmente, está casada con su colega Shō Hayami.
Ha participado en series como Higashi no Eden, Mahō Shōjo Lyrical Nanoha, Record of Lodoss War, Saiyuki Reload y Serial Experiments Lain, entre otras. Está afiliada a Office Osawa.

## Roles Interpretados

### Series de Anime
- Amatsuki como Imayou
- Battle Athletes Daiundōkai como Neririkuin
- Cobra como Linda Windsor
- Densetsu no Yuusha Da Garn como Mirin Sakamoto
- Dos fuera de serie como Mina
- Eden's Bowy como Enefea
- Gundoh Musashi como Urashima y Yasha
- Higashi no Eden como Kuroha Diana Shiratori
- InuYasha como Mistress Centipede
- Jigoku Shōjo Futakomori como Kazuko Motegi
- Kindaichi Shounen no Jikenbo como Kazuko Takazawa
- Kyūketsuhime como Kanno
- Last Exile como Lady Wisla
- Magic Kaito 1412 como la Reina Selizabeth
- Mahō Shōjo Lyrical Nanoha como Precia Testarossa
- Mahō Shōjo Lyrical Nanoha A's como Precia Testarossa
- Maō Dante como Tamiko Utsugi
- Record of Lodoss War: Crónicas del caballero heroico como Karla
- Red Garden como la madre de Rachel
- Saiyuki Gunlock como Kanzeon Bosatsu
- Saiyuki Reload como Kanzeon Bosatsu y Kwannon Bodhisattva
- Saiyuki Reload Blast como Kanzeon Bosatsu
- Serial Experiments Lain como Miho Iwakura
- Shadow Skill como Falstese
- Shangri-La como Ryouko Naruse
- Texhnolyze como Mana Oonishi

### OVAs
- Battle Athletes Daiundōkai como Neririkuin
- BioHunter como Mariye
- Bronze: Zetsuai Since 1989 como Mieko Minamimoto
- Dōsōkai: Yesterday Once More como la madre de Susumu
- Elf no Waka Okusama como Aion
- Gloria: Kindan no Ketsuzoku como Michelle
- Hyper Shinobi Animation: Shadow como Hyakki
- Injuh Nerawareta Idol como la Presidenta
- Inmu: Ikenie no Utage como la narradora
- Inmu 2 - Chijoku no Kaniku Matsuri como la narradora
- La Blue Girl Returns como Kocho
- Le Portrait de Petit Cossette como Zenshinni of Shakado
- Ogenki Clinic como Dianne Melon
- Saiyuki Gaiden (2011) como Kanzeon Bosatsu
- Shadow Skill como Falstese
- The Rapeman Anime Version como Minako
- Tokimeki Memorial (1999) como Mira Kagami
- Urotsukidōji V: El capítulo final como Mizuchi

### Películas
- A.LI.CE como SSX10X
- Appleseed EX Machina como Nike
- Eden of the East the Movie I: The King of Eden como Kuroha Diana Shiratori
- Mahō Shōjo Lyrical Nanoha The MOVIE 1st como Precia Testarossa
- Magical Girl Lyrical Nanoha the Movie 2nd A's como Precia Testarossa
- Uchū Show e Yōkoso como Marie

### Especiales de TV
- Inuyasha: Meguri Au Mae no Unmei Koiuta como Mukade Jourou
- Lupin III: Otakara Henkyaku Daisakusen!! como Misha

### Videojuegos
- Rogue Galaxy como Mother Rune
- Tokimeki Memorial como Mira Kagami

### CD Drama
- Elf no Waka Okusama como Aion
- Kamigami no Gosui como la Dra. Sanae Ueshima
- Magical Girl Lyrical Nanoha Sound Stage 02 como Precia Testarossa

### Audio Cómic
- Gravitation como Maiko Shindou

### Doblaje
- Hannah Montana: la película como Vita
- Ugly Betty como Wilhelmina Slater
- Star Trek: Voyager como B'Elanna Torres

## Animación
Trabajó para Key Animation en las series:
- Inukami!: episodio 13
- Kore wa Zombie Desu ka?: episodio 8
- Natsu no arashi: episodio 8